# Septemviri epulones
I septemviri epulones erano uno dei quattro più importanti collegi religiosi della Roma antica, insieme a quelli dei pontefici, degli auguri e dei quindecemviri sacris faciundis.
Il collegio era costituito da sette uomini, incaricati di occuparsi dei banchetti pubblici e dei giochi offerti secondo il rito in occasione di alcune festività religiose (in latino il termine epulones significa banchettatori). L'appartenenza al collegio era un onore che entrava a far parte del cursus honorum dei personaggi pubblici.
Il loro compito era inizialmente svolto dai pontefici. Al momento della sua prima istituzione, nel 196 a.C., il collegio comprendeva solo tre membri, ed era quindi detto Tresviri epulones. Con Gaio Giulio Cesare, il numero fu portato temporaneamente a dieci, ma scese a sette dopo la sua morte. Sin dall'inizio fu aperto anche ai plebei.